# Belgisch kampioenschap tijdrijden voor beloften

De Belgische kampioenentrui

Het Belgisch kampioenschap tijdrijden voor beloften is een jaarlijkse tijdrit in België voor renners met Belgische nationaliteit van 19 tot 22 jaar die geen lid van een professioneel wielerteam zijn. Er wordt gereden voor de nationale titel.

## Erelijst
| Jaar | Plaats                    | Winnaar                                 | 2de                                     | 3de                                     |
| 2025 | Heusden-Zolder            | Jonathan Vervenne                       | Matisse Van Kerckhove                   | Ferre Geeraerts                         |
| 2024 | Geraardsbergen            | Robin Orins                             | Ferre Geeraerts                         | Steffen De Schuyteneer                  |
| 2023 | Waregem                   | Jonathan Vervenne                       | Robin Orins                             | Victor Vercouillie                      |
| 2022 | Gavere                    | Alec Segaert                            | Jonathan Vervenne                       | Lennert Van Eetvelt                     |
| 2021 | Koksijde                  | Lennert Van Eetvelt                     | Arno Claeys                             | Noah Vandenbranden                      |
| 2020 | Borlo                     | Niet verreden vanwege de coronapandemie | Niet verreden vanwege de coronapandemie | Niet verreden vanwege de coronapandemie |
| 2019 | Sint-Lievens-Houtem       | Brent Van Moer                          | Jasper De Plus                          | Ilan Van Wilder                         |
| 2018 | Anzegem                   | Sasha Weemaes                           | Guillaume Seye                          | Harm Vanhoucke                          |
| 2017 | Anzegem                   | Senne Leysen                            | Brent Van Moer                          | Steff Cras                              |
| 2016 | Borlo                     | Nathan Van Hooydonck                    | Martin Palm                             | Senne Leysen                            |
| 2015 | Overpelt                  | Ruben Pols                              | Nathan Van Hooydonck                    | Aimé De Gendt                           |
| 2014 | Hooglede-Gits             | Elias Van Breussegem                    | Ruben Pols                              | Tom Bosmans                             |
| 2013 | Maldegem                  | Victor Campenaerts                      | Frederik Frison                         | Edward Theuns                           |
| 2012 | Les Lacs de l'Eau d'Heure | Yves Lampaert                           | Frederik Frison                         | David Desmecht                          |
| 2011 | Tervuren                  | Kevin De Jonghe                         | Maarten Vlasselaer                      | Arthur Vanoverberghe                    |
| 2010 | Habay                     | Jonathan Breyne                         | Gerard Hophra                           | Guillaume Van Keirsbulck                |
| 2009 | Saint-Ghislain            | Julien Vermote                          | Jonathan Dufrasne                       | Romain Zingle                           |
| 2008 | Moeskroen                 | Jan Ghyselinck                          | Ben Hermans                             | Jonathan Dufrasne                       |
| 2007 | Maldegem                  | Francis De Greef                        | Jan Ghyselinck                          | Kristof Goddaert                        |
| 2006 | Wachtebeke                | Dominique Cornu                         | Mario Ickx                              | Kristof Goddaert                        |
| 2005 | Halle                     | Dominique Cornu                         | Bart Vanheule                           | Francis De Greef                        |
| 2004 | Wachtebeke                | Dominique Cornu                         | Mario Ickx                              | Olivier Kaisen                          |
| 2003 | Wachtebeke                | Olivier Kaisen                          | Jurgen Van den Broeck                   | Stefan Wijnands                         |
| 2002 | Geel                      | Gert Steegmans                          | Sébastien Rosseler                      | Olivier Kaisen                          |
| 2001 | Torhout                   | Jurgen Van Goolen                       | Gert Steegmans                          | Sébastien Rosseler                      |
| 2000 | Sint-Niklaas              | Jurgen Van Goolen                       | Stijn Devolder                          | Kevin Van Impe                          |
| 1999 | Sint-Niklaas              | Jan Kuyckx                              | Gert Steegmans                          | Kurt Geysen                             |
| 1998 |                           | Davy Daniels                            | Wesley Huvaere                          | Steven Van Olmen                        |
| 1997 | Heizel                    | Marc Chanoine                           | Stijn De Peuter                         | Laurent Caps                            |
| ...  | ...                       | ...                                     | ...                                     | ...                                     |